# Élections municipales de 2025 à Montréal
Les élections municipales de 2025 à Montréal se tiendront le 2 novembre 2025, dans le cadre des élections municipales tenues à l’échelle du Québec.
À cette occasion, les Montréalais éliront un total de 103 représentants au moyen d’un scrutin uninominal majoritaire à un tour, soit 18 maires d’arrondissement, 46 conseillers municipaux et 38 conseillers d’arrondissement. Chaque électeur ne vote toutefois que pour les postes liés à son quartier, soit généralement trois ou quatre postes : le maire ou la mairesse de Montréal, le ou la maire d’arrondissement, un conseiller municipal, et, dans certains arrondissements, un conseiller d’arrondissement.
Au terme de deux mandats, la mairesse sortante Valérie Plante a confirmé qu’elle ne solliciterait pas un nouveau mandat en 2025. Son départ a entraîné une course à la direction au sein de son parti, Projet Montréal, à l’issue de laquelle Luc Rabouin, maire de l’arrondissement Le Plateau-Mont-Royal, a été désigné chef et candidat à la mairie. Du côté de l’opposition officielle au conseil municipal, Ensemble Montréal a choisi de couronner Soraya Martinez Ferrada, ancienne députée libérale fédérale de la circonscription d’Hochelaga, comme candidate à la mairie. Le conseiller municipal Craig Sauvé a annoncé sa candidature à la mairie sous la bannière d’une nouvelle formation politique, Transition Montréal.

## Contexte

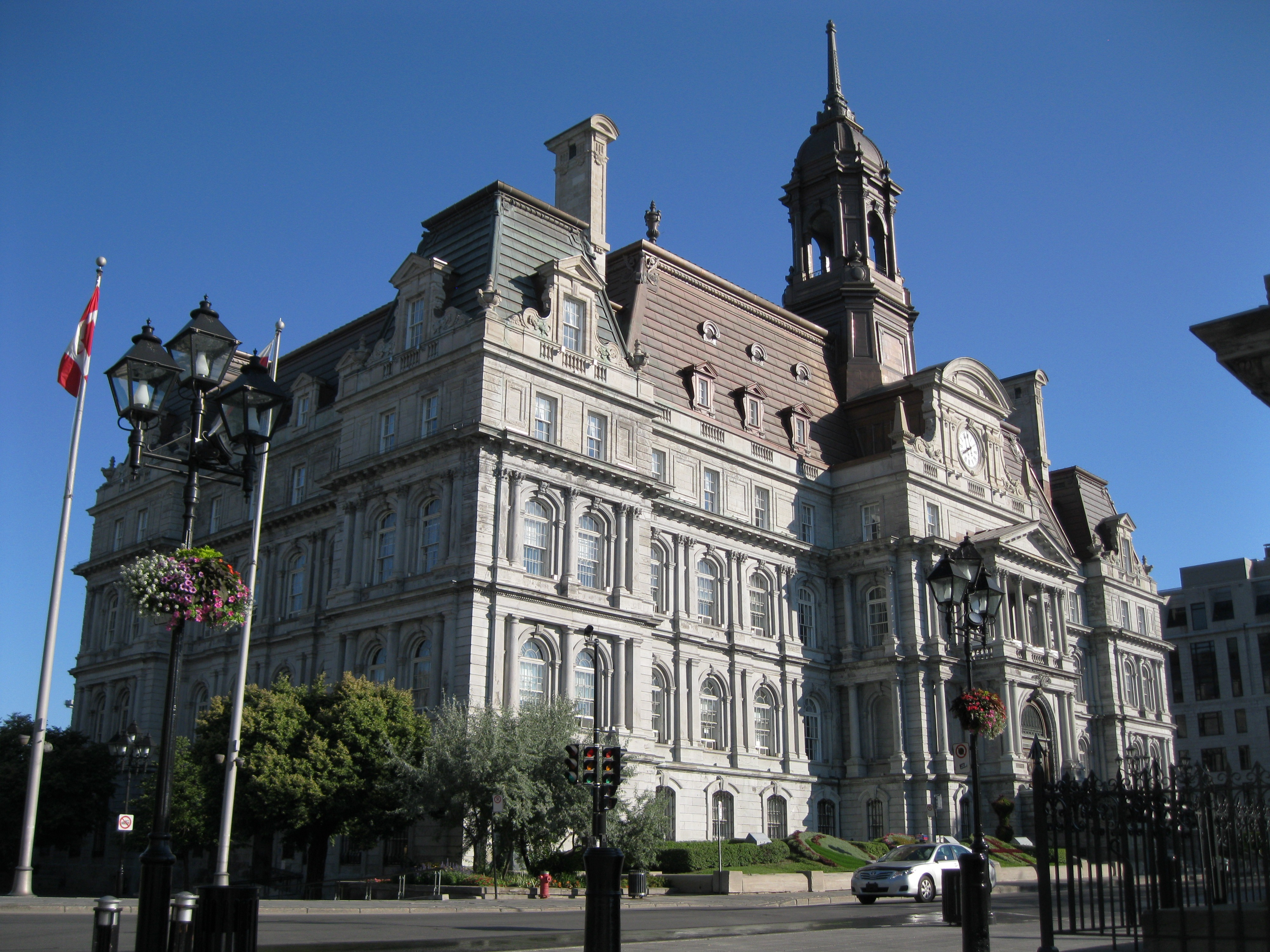
Hôtel de ville de Montréal.

À la tête de la ville de Montréal depuis l'élection municipale de 2017, la mairesse Valérie Plante a été réélue lors de l'élection municipale de 2021 avec une plus grande majorité de voix face à son rival Denis Coderre d'Ensemble Montréal qui était revenu à la tête du parti en avril 2021. Projet Montréal, le parti de la mairesse, a également augmenté sa majorité au conseil de ville de Montréal passant de 34 à 37 sièges après les élections de 2021. 
Après sa tentative infructueuse de regagner la mairie, Denis Coderre annonce quitter Ensemble Montréal et la politique municipale après l'électiond e 2021. Aref Salem, conseiller dans Saint-Laurent, devient chef de l'Opposition officielle et chef intérimaire d'Ensemble Montréal.
En octobre 2024, à un an de la campagne de 2025, la mairesse Valérie Plante annonce qu'elle ne briguera pas un autre mandat à la mairie de Montréal.
Projet Montréal entame une course à la chefferie qui se déroule de décembre 2024 à mars 2025. Cinq candidatures sont officiellement enregistrées : Luc Rabouin, Gracia Kasoki Katahwa, Laurence Lavigne Lalonde, Ericka Alneus et Guedwig Bernier. Le 15 mars 2025, Luc Rabouin, maire du Plateau-Mont-Royal et président du comité exécutif, est élu chef au quatrième tour avec 59,2 % des voix. Il devient le candidat désigné de Projet Montréal pour l’élection municipale de novembre 2025.
En février 2025, la député libérale Soraya Martinez Ferrada devient cheffe d’Ensemble Montréal et candidate à la mairie. En mars 2025, elle démissionne de son siège de députée fédérale d'Hochelaga afin de se consacrer entièrement à la campagne municipale.
Les autres candidats qui ont l'intention de briguer la mairie sont Gilbert Thibodeau et son parti Action Montréal qui avait obtenu 1,03 % des voix en 2021 et le conseiller municipal Craig Sauvé et sa nouvelle formation Transition Montréal.

## Mode de scrutin
Durant les élections municipales montréalaises, un total de 103 postes est à pourvoir, incluant le maire de la ville, 18 maires d'arrondissements, 46 conseillers municipaux (aussi appelés conseillers de ville) et 38 conseillers d'arrondissements. Ces derniers ne siègent pas au conseil municipal de Montréal, tandis que les 65 autres élus le font.
La répartition de ces postes change entre les arrondissements (au nombre de 19), ce qui signifie que les électeurs ont à voter plusieurs fois (d'un minimum de 3 dans certains arrondissements — 2 fois dans l'arrondissement Ville-Marie, et un maximum de 5 fois dans d'autres).
Chaque poste est élu au scrutin majoritaire à un tour.

## Résultats

### Mairie
| Candidats              | Candidats               | Partis              | Voix | %   |
| ---------------------- | ----------------------- | ------------------- | ---- | --- |
|                        | Luc Rabouin             | Projet Montréal     |      |     |
|                        | Soraya Martinez Ferrada | Ensemble Montréal   |      |     |
|                        | Craig Sauvé             | Transition Montréal |      |     |
|                        | Gilbert Thibodeau       | Action Montréal     |      |     |
|                        |                         |                     |      |     |
| Votes valides          |                         |                     |      |     |
| Votes blancs et nuls   |                         |                     |      |     |
| Total                  | Total                   | Total               |      | 100 |
| Abstention             |                         |                     |      |     |
| Inscrits/Participation |                         |                     |      |     |

### Arrondissements et districts

#### Conseil municipal
| Parti                  | Parti             | Candidats | Voix | %   | Sièges | +/-           |
| ---------------------- | ----------------- | --------- | ---- | --- | ------ | ------------- |
|                        | Projet Montréal   |           |      |     |        |               |
|                        | Ensemble Montréal |           |      |     |        |               |
|                        | Équipe Anjou      |           |      |     |        |               |
|                        | Équipe LaSalle    |           |      |     |        |               |
|                        | Indépendants      |           |      |     |        |               |
| Total des votes        |                   |           |      |     |        |               |
|                        |                   |           |      |     |        |               |
| Suffrages exprimés     |                   |           |      |     |        |               |
| Votes blancs et nuls   |                   |           |      |     |        |               |
| Total                  | Total             | Total     |      | 100 | 64     | en stagnation |
| Abstention             |                   |           |      |     |        |               |
| Inscrits/Participation |                   |           |      |     |        |               |

#### Par postes
| Parti                  | Parti             | Candidats | Voix | %   | Sièges | +/-           |
| ---------------------- | ----------------- | --------- | ---- | --- | ------ | ------------- |
|                        | Projet Montréal   |           |      |     |        |               |
|                        | Ensemble Montréal |           |      |     |        |               |
|                        | Équipe Anjou      |           |      |     |        |               |
|                        | Équipe LaSalle    |           |      |     |        |               |
|                        | Indépendants      |           |      |     |        |               |
|                        |                   |           |      |     |        |               |
| Suffrages exprimés     |                   |           |      |     |        |               |
| Votes blancs et nuls   |                   |           |      |     |        |               |
| Total                  | Total             | Total     |      | 100 | 18     | en stagnation |
| Abstention             |                   |           |      |     |        |               |
| Inscrits/Participation |                   |           |      |     |        |               |

| Parti                  | Parti             | Candidats | Voix | %   | Sièges | +/-           |
| ---------------------- | ----------------- | --------- | ---- | --- | ------ | ------------- |
|                        | Projet Montréal   |           |      |     |        |               |
|                        | Ensemble Montréal |           |      |     |        |               |
|                        | Équipe Anjou      |           |      |     |        |               |
|                        | Équipe LaSalle    |           |      |     |        |               |
|                        | Indépendants      |           |      |     |        |               |
|                        |                   |           |      |     |        |               |
| Suffrages exprimés     |                   |           |      |     |        |               |
| Votes blancs et nuls   |                   |           |      |     |        |               |
| Total                  | Total             | Total     |      | 100 | 46     | en stagnation |
| Abstention             |                   |           |      |     |        |               |
| Inscrits/Participation |                   |           |      |     |        |               |

| Parti                  | Parti             | Candidats | Voix | %   | Sièges | +/-           |
| ---------------------- | ----------------- | --------- | ---- | --- | ------ | ------------- |
|                        | Projet Montréal   |           |      |     |        |               |
|                        | Ensemble Montréal |           |      |     |        |               |
|                        | Équipe Anjou      |           |      |     |        |               |
|                        | Équipe LaSalle    |           |      |     |        |               |
|                        | Indépendants      |           |      |     |        |               |
| Total des votes        |                   |           |      |     |        |               |
|                        |                   |           |      |     |        |               |
| Suffrages exprimés     |                   |           |      |     |        |               |
| Votes blancs et nuls   |                   |           |      |     |        |               |
| Total                  | Total             | Total     |      | 100 | 38     | en stagnation |
| Abstention             |                   |           |      |     |        |               |
| Inscrits/Participation |                   |           |      |     |        |               |

|       | Projet Montréal   |     |               |  |  |  |
|       | Ensemble Montréal |     |               |  |  |  |
|       | Équipe LaSalle    |     |               |  |  |  |
|       | Équipe Anjou      |     |               |  |  |  |
|       |                   |     |               |  |  |  |
| Total | Total             | 103 | en stagnation |  |  |  |

#### Détaillé

##### Ahuntsic-Cartierville
Dans cet arrondissement, les électeurs doivent voter 3 fois: pour le maire de la ville, pour le maire d'arrondissement et pour leur conseiller de ville. Des 5 postes à pourvoir, l'ensemble d'entre eux siègent au conseil municipal.
| Carte                 | Candidats              | Candidats            | Parti             | Voix | %   |
| --------------------- | ---------------------- | -------------------- | ----------------- | ---- | --- |
| Ahuntsic-Cartierville |                        | Émilie Thuillier     | Projet Montréal   |      |     |
| Ahuntsic-Cartierville |                        | Maude Théroux-Séguin | Ensemble Montréal |      |     |
| Ahuntsic-Cartierville |                        |                      |                   |      |     |
| Ahuntsic-Cartierville | Votes valides          |                      |                   |      |     |
| Ahuntsic-Cartierville | Votes blancs et nuls   |                      |                   |      |     |
| Ahuntsic-Cartierville | Total                  | Total                | Total             |      | 100 |
| Ahuntsic-Cartierville | Abstention             |                      |                   |      |     |
| Ahuntsic-Cartierville | Inscrits/Participation |                      |                   |      |     |

| Districts             | Candidats              | Candidats          | Parti             | Voix | %   |  |
| --------------------- | ---------------------- | ------------------ | ----------------- | ---- | --- |  |
| Ahuntsic              |                        | Nathalie Goulet    | Projet Montréal   |      |     |  |
| Ahuntsic              |                        | Ensemble Montréal  |                   |      |     |  |
| Ahuntsic              |                        |                    |                   |      |     |  |
| Ahuntsic              | Votes valides          |                    |                   |      |     |  |
| Ahuntsic              | Votes blancs et nuls   |                    |                   |      |     |  |
| Ahuntsic              | Total                  | Total              | Total             |      | 100 |  |
| Ahuntsic              | Abstention             |                    |                   |      |     |  |
| Ahuntsic              | Inscrits/Participation |                    |                   |      |     |  |
|                       |                        |                    |                   |      |     |  |
| Bordeaux-Cartierville |                        | Anne-Marie Kabongo | Projet Montréal   |      |     |  |
| Bordeaux-Cartierville |                        | Effie Giannou      | Ensemble Montréal |      |     |  |
| Bordeaux-Cartierville |                        |                    |                   |      |     |  |
| Bordeaux-Cartierville | Votes valides          |                    |                   |      |     |  |
| Bordeaux-Cartierville | Votes blancs et nuls   |                    |                   |      |     |  |
| Bordeaux-Cartierville | Total                  | Total              | Total             |      | 100 |  |
| Bordeaux-Cartierville | Abstention             |                    |                   |      |     |  |
| Bordeaux-Cartierville | Inscrits/Participation |                    |                   |      |     |  |
|                       |                        |                    |                   |      |     |  |
| Saint-Sulpice         |                        | Julie Roy          | Projet Montréal   |      |     |  |
| Saint-Sulpice         |                        | Ensemble Montréal  |                   |      |     |  |
| Saint-Sulpice         |                        |                    |                   |      |     |  |
| Saint-Sulpice         | Votes valides          |                    |                   |      |     |  |
| Saint-Sulpice         | Votes blancs et nuls   |                    |                   |      |     |  |
| Saint-Sulpice         | Total                  | Total              | Total             |      | 100 |  |
| Saint-Sulpice         | Abstention             |                    |                   |      |     |  |
| Saint-Sulpice         | Inscrits/Participation |                    |                   |      |     |  |
|                       |                        |                    |                   |      |     |  |
| Sault-au-Récollet     |                        | Carla Beauvais     | Projet Montréal   |      |     |  |
| Sault-au-Récollet     |                        | Ensemble Montréal  |                   |      |     |  |
| Sault-au-Récollet     |                        |                    |                   |      |     |  |
| Sault-au-Récollet     | Votes valides          |                    |                   |      |     |  |
| Sault-au-Récollet     | Votes blancs et nuls   |                    |                   |      |     |  |
| Sault-au-Récollet     | Total                  | Total              | Total             |      | 100 |  |
| Sault-au-Récollet     | Abstention             |                    |                   |      |     |  |
| Sault-au-Récollet     | Inscrits/Participation |                    |                   |      |     |  |

##### Anjou
Dans cet arrondissement, les électeurs doivent voter 4 fois: pour le maire de la ville, pour le maire de l'arrondissement, pour leur conseiller de ville, et pour leur conseiller d'arrondissement. Des 5 postes, 2 d'entre eux siègent au conseil municipal: le maire et le conseiller de ville.
| Carte | Candidats              | Candidats         | Parti        | Voix | %   |
| ----- | ---------------------- | ----------------- | ------------ | ---- | --- |
| Anjou |                        |                   | Équipe Anjou |      |     |
| Anjou |                        | Projet Montréal   |              |      |     |
| Anjou |                        | Ensemble Montréal |              |      |     |
| Anjou |                        |                   |              |      |     |
| Anjou | Votes valides          |                   |              |      |     |
| Anjou | Votes blancs et nuls   |                   |              |      |     |
| Anjou | Total                  | Total             | Total        |      | 100 |
| Anjou | Abstention             |                   |              |      |     |
| Anjou | Inscrits/Participation |                   |              |      |     |

| Districts | Candidats              | Candidats         | Parti        | Voix | %   |
| --------- | ---------------------- | ----------------- | ------------ | ---- | --- |
| Anjou     |                        |                   | Équipe Anjou |      |     |
| Anjou     |                        | Projet Montréal   |              |      |     |
| Anjou     |                        | Ensemble Montréal |              |      |     |
| Anjou     |                        |                   |              |      |     |
| Anjou     | Votes valides          |                   |              |      |     |
| Anjou     | Votes blancs et nuls   |                   |              |      |     |
| Anjou     | Total                  | Total             | Total        |      | 100 |
| Anjou     | Abstention             |                   |              |      |     |
| Anjou     | Inscrits/Participation |                   |              |      |     |

| Districts           | Candidats              | Candidats         | Parti        | Voix | %   |  |
| ------------------- | ---------------------- | ----------------- | ------------ | ---- | --- |  |
| District du Centre  |                        |                   | Équipe Anjou |      |     |  |
| District du Centre  |                        | Projet Montréal   |              |      |     |  |
| District du Centre  |                        | Ensemble Montréal |              |      |     |  |
| District du Centre  |                        |                   |              |      |     |  |
| District du Centre  | Votes valides          |                   |              |      |     |  |
| District du Centre  | Votes blancs et nuls   |                   |              |      |     |  |
| District du Centre  | Total                  | Total             | Total        |      | 100 |  |
| District du Centre  | Abstention             |                   |              |      |     |  |
| District du Centre  | Inscrits/Participation |                   |              |      |     |  |
|                     |                        |                   |              |      |     |  |
| District de l'Est   |                        |                   | Équipe Anjou |      |     |  |
| District de l'Est   |                        | Projet Montréal   |              |      |     |  |
| District de l'Est   |                        | Ensemble Montréal |              |      |     |  |
| District de l'Est   |                        |                   |              |      |     |  |
| District de l'Est   | Votes valides          |                   |              |      |     |  |
| District de l'Est   | Votes blancs et nuls   |                   |              |      |     |  |
| District de l'Est   | Total                  | Total             | Total        |      | 100 |  |
| District de l'Est   | Abstention             |                   |              |      |     |  |
| District de l'Est   | Inscrits/Participation |                   |              |      |     |  |
|                     |                        |                   |              |      |     |  |
| District de l'Ouest |                        |                   | Équipe Anjou |      |     |  |
| District de l'Ouest |                        | Projet Montréal   |              |      |     |  |
| District de l'Ouest |                        | Ensemble Montréal |              |      |     |  |
| District de l'Ouest |                        |                   |              |      |     |  |
| District de l'Ouest | Votes valides          |                   |              |      |     |  |
| District de l'Ouest | Votes blancs et nuls   |                   |              |      |     |  |
| District de l'Ouest | Total                  | Total             | Total        |      | 100 |  |
| District de l'Ouest | Abstention             |                   |              |      |     |  |
| District de l'Ouest | Inscrits/Participation |                   |              |      |     |  |

##### Côte-des-Neiges–Notre-Dame-de-Grâce
Dans cet arrondissement, les électeurs doivent voter 3 fois: pour le maire de la ville, pour le maire de l'arrondissement et pour leur conseiller de ville. Des 6 postes, l'ensemble d'entre eux siègent au conseil municipal.
| Carte                                | Candidats              | Candidats             | Parti             | Voix | %   |
| ------------------------------------ | ---------------------- | --------------------- | ----------------- | ---- | --- |
| Côte-des-Neiges– Notre-Dame-de-Grâce |                        | Gracia Kasoki Katahwa | Projet Montréal   |      |     |
| Côte-des-Neiges– Notre-Dame-de-Grâce |                        | Stephanie Valenzuela  | Ensemble Montréal |      |     |
| Côte-des-Neiges– Notre-Dame-de-Grâce |                        |                       |                   |      |     |
| Côte-des-Neiges– Notre-Dame-de-Grâce | Votes valides          |                       |                   |      |     |
| Côte-des-Neiges– Notre-Dame-de-Grâce | Votes blancs et nuls   |                       |                   |      |     |
| Côte-des-Neiges– Notre-Dame-de-Grâce | Total                  | Total                 | Total             |      | 100 |
| Côte-des-Neiges– Notre-Dame-de-Grâce | Abstention             |                       |                   |      |     |
| Côte-des-Neiges– Notre-Dame-de-Grâce | Inscrits/Participation |                       |                   |      |     |

| Districts           | Candidats              | Candidats            | Parti             | Voix | %   |  |
| ------------------- | ---------------------- | -------------------- | ----------------- | ---- | --- |  |
| Côte-des-Neiges     |                        | Émilie Brière        | Projet Montréal   |      |     |  |
| Côte-des-Neiges     |                        | Yvonne Nguyen        | Ensemble Montréal |      |     |  |
| Côte-des-Neiges     |                        |                      |                   |      |     |  |
| Côte-des-Neiges     | Votes valides          |                      |                   |      |     |  |
| Côte-des-Neiges     | Votes blancs et nuls   |                      |                   |      |     |  |
| Côte-des-Neiges     | Total                  | Total                | Total             |      | 100 |  |
| Côte-des-Neiges     | Abstention             |                      |                   |      |     |  |
| Côte-des-Neiges     | Inscrits/Participation |                      |                   |      |     |  |
|                     |                        |                      |                   |      |     |  |
| Darlington          |                        |                      | Projet Montréal   |      |     |  |
| Darlington          |                        | Milany Thiagarajah   | Ensemble Montréal |      |     |  |
| Darlington          |                        |                      |                   |      |     |  |
| Darlington          | Votes valides          |                      |                   |      |     |  |
| Darlington          | Votes blancs et nuls   |                      |                   |      |     |  |
| Darlington          | Total                  | Total                | Total             |      | 100 |  |
| Darlington          | Abstention             |                      |                   |      |     |  |
| Darlington          | Inscrits/Participation |                      |                   |      |     |  |
|                     |                        |                      |                   |      |     |  |
| Loyola              |                        | Despina Sourias      | Projet Montréal   |      |     |  |
| Loyola              |                        | Alexandre Teodoresco | Ensemble Montréal |      |     |  |
| Loyola              |                        |                      |                   |      |     |  |
| Loyola              | Votes valides          |                      |                   |      |     |  |
| Loyola              | Votes blancs et nuls   |                      |                   |      |     |  |
| Loyola              | Total                  | Total                | Total             |      | 100 |  |
| Loyola              | Abstention             |                      |                   |      |     |  |
| Loyola              | Inscrits/Participation |                      |                   |      |     |  |
|                     |                        |                      |                   |      |     |  |
| Notre-Dame-de-Grâce |                        | Peter McQueen        | Projet Montréal   |      |     |  |
| Notre-Dame-de-Grâce |                        | Peter Shatilla       | Ensemble Montréal |      |     |  |
| Notre-Dame-de-Grâce |                        |                      |                   |      |     |  |
| Notre-Dame-de-Grâce | Votes valides          |                      |                   |      |     |  |
| Notre-Dame-de-Grâce | Votes blancs et nuls   |                      |                   |      |     |  |
| Notre-Dame-de-Grâce | Total                  | Total                | Total             |      | 100 |  |
| Notre-Dame-de-Grâce | Abstention             |                      |                   |      |     |  |
| Notre-Dame-de-Grâce | Inscrits/Participation |                      |                   |      |     |  |
|                     |                        |                      |                   |      |     |  |
| Snowdon             |                        |                      | Projet Montréal   |      |     |  |
| Snowdon             |                        | Sonny Moroz          | Ensemble Montréal |      |     |  |
| Snowdon             |                        |                      |                   |      |     |  |
| Snowdon             | Votes valides          |                      |                   |      |     |  |
| Snowdon             | Votes blancs et nuls   |                      |                   |      |     |  |
| Snowdon             | Total                  | Total                | Total             |      | 100 |  |
| Snowdon             | Abstention             |                      |                   |      |     |  |
| Snowdon             | Inscrits/Participation |                      |                   |      |     |  |

##### Lachine
Dans cet arrondissement, les électeurs doivent voter 4 fois: pour le maire de la ville, pour le maire de l'arrondissement, pour leur conseiller de ville, et pour leur conseiller d'arrondissement. Des 5 postes, 2 d'entre eux siègent au conseil municipal: le maire et le conseiller de ville.
| Carte                  | Candidats      | Candidats         | Parti | Voix | % |
| ---------------------- | -------------- | ----------------- | ----- | ---- | - |
| Lachine                |                |                   |       |      |   |
|                        | Maja Vodanovic | Projet Montréal   |       |      |   |
|                        |                | Ensemble Montréal |       |      |   |
|                        |                |                   |       |      |   |
| Votes valides          |                |                   |       |      |   |
| Votes blancs et nuls   |                |                   |       |      |   |
| Total                  | Total          | Total             |       | 100  |   |
| Abstention             |                |                   |       |      |   |
| Inscrits/Participation |                |                   |       |      |   |

| Districts              | Candidats      | Candidats         | Parti | Voix | % |
| ---------------------- | -------------- | ----------------- | ----- | ---- | - |
| Lachine                |                |                   |       |      |   |
|                        | Myriam Grondin | Projet Montréal   |       |      |   |
|                        |                | Ensemble Montréal |       |      |   |
|                        |                |                   |       |      |   |
| Votes valides          |                |                   |       |      |   |
| Votes blancs et nuls   |                |                   |       |      |   |
| Total                  | Total          | Total             |       | 100  |   |
| Abstention             |                |                   |       |      |   |
| Inscrits/Participation |                |                   |       |      |   |

| Districts              | Candidats       | Candidats         | Parti | Voix | % |  |
| ---------------------- | --------------- | ----------------- | ----- | ---- | - |  |
| Du Canal               |                 |                   |       |      |   |  |
|                        | Chad Polito     | Projet Montréal   |       |      |   |  |
|                        |                 | Ensemble Montréal |       |      |   |  |
|                        |                 |                   |       |      |   |  |
| Votes valides          |                 |                   |       |      |   |  |
| Votes blancs et nuls   |                 |                   |       |      |   |  |
| Total                  | Total           | Total             |       | 100  |   |  |
| Abstention             |                 |                   |       |      |   |  |
| Inscrits/Participation |                 |                   |       |      |   |  |
|                        |                 |                   |       |      |   |  |
| Fort-Rolland           |                 |                   |       |      |   |  |
|                        | Jacques Filion  | Projet Montréal   |       |      |   |  |
|                        |                 | Ensemble Montréal |       |      |   |  |
|                        |                 |                   |       |      |   |  |
| Votes valides          |                 |                   |       |      |   |  |
| Votes blancs et nuls   |                 |                   |       |      |   |  |
| Total                  | Total           | Total             |       | 100  |   |  |
| Abstention             |                 |                   |       |      |   |  |
| Inscrits/Participation |                 |                   |       |      |   |  |
|                        |                 |                   |       |      |   |  |
| J.-Émery-Provost       |                 |                   |       |      |   |  |
|                        | Pilar Hernandez | Projet Montréal   |       |      |   |  |
|                        |                 | Ensemble Montréal |       |      |   |  |
|                        |                 |                   |       |      |   |  |
| Votes valides          |                 |                   |       |      |   |  |
| Votes blancs et nuls   |                 |                   |       |      |   |  |
| Total                  | Total           | Total             |       | 100  |   |  |
| Abstention             |                 |                   |       |      |   |  |
| Inscrits/Participation |                 |                   |       |      |   |  |

##### LaSalle
Dans cet arrondissement, les électeurs votent 5 fois: pour le maire de la ville, pour le maire de l'arrondissement, pour le conseiller de ville et pour deux conseillers d'arrondissement. Des 7 postes, 3 d'entre eux siègent au conseil municipal: le maire de l'arrondissement et les deux conseillers de ville.
| Carte                  | Candidats      | Candidats         | Parti | Voix | % |
| ---------------------- | -------------- | ----------------- | ----- | ---- | - |
| LaSalle                |                |                   |       |      |   |
|                        | Nancy Blanchet | Équipe LaSalle    |       |      |   |
|                        |                | Projet Montréal   |       |      |   |
|                        |                | Ensemble Montréal |       |      |   |
|                        |                |                   |       |      |   |
| Votes valides          |                |                   |       |      |   |
| Votes blancs et nuls   |                |                   |       |      |   |
| Total                  | Total          | Total             |       | 100  |   |
| Abstention             |                |                   |       |      |   |
| Inscrits/Participation |                |                   |       |      |   |

| Districts              | Candidats         | Candidats         | Parti | Voix | % |  |
| ---------------------- | ----------------- | ----------------- | ----- | ---- | - |  |
| Cecil-P.-Newman        |                   |                   |       |      |   |  |
|                        | Laura Palestini   | Équipe LaSalle    |       |      |   |  |
|                        |                   | Projet Montréal   |       |      |   |  |
|                        |                   | Ensemble Montréal |       |      |   |  |
|                        |                   |                   |       |      |   |  |
| Votes valides          |                   |                   |       |      |   |  |
| Votes blancs et nuls   |                   |                   |       |      |   |  |
| Total                  | Total             | Total             |       | 100  |   |  |
| Abstention             |                   |                   |       |      |   |  |
| Inscrits/Participation |                   |                   |       |      |   |  |
|                        |                   |                   |       |      |   |  |
| Sault-Saint-Louis      |                   |                   |       |      |   |  |
|                        | Richard Deschamps | Équipe LaSalle    |       |      |   |  |
|                        |                   | Projet Montréal   |       |      |   |  |
|                        |                   | Ensemble Montréal |       |      |   |  |
|                        |                   |                   |       |      |   |  |
| Votes valides          |                   |                   |       |      |   |  |
| Votes blancs et nuls   |                   |                   |       |      |   |  |
| Total                  | Total             | Total             |       | 100  |   |  |
| Abstention             |                   |                   |       |      |   |  |
| Inscrits/Participation |                   |                   |       |      |   |  |

| Cecil-P.-Newman   | #1 |                        |       |                |  |     |  |  |  |
| Cecil-P.-Newman   | #1 | Équipe LaSalle         |       |                |  |     |  |  |  |
| Cecil-P.-Newman   | #1 | Projet Montréal        |       |                |  |     |  |  |  |
| Cecil-P.-Newman   | #1 | Ensemble Montréal      |       |                |  |     |  |  |  |
| Cecil-P.-Newman   | #1 |                        |       |                |  |     |  |  |  |
| Cecil-P.-Newman   | #1 | Votes valides          |       |                |  |     |  |  |  |
| Cecil-P.-Newman   | #1 | Votes blancs et nuls   |       |                |  |     |  |  |  |
| Cecil-P.-Newman   | #1 | Total                  | Total | Total          |  | 100 |  |  |  |
| Cecil-P.-Newman   | #1 | Abstention             |       |                |  |     |  |  |  |
| Cecil-P.-Newman   | #1 | Inscrits/Participation |       |                |  |     |  |  |  |
| Cecil-P.-Newman   |    |                        |       |                |  |     |  |  |  |
| Cecil-P.-Newman   | #2 |                        |       | Équipe LaSalle |  |     |  |  |  |
| Cecil-P.-Newman   | #2 | Projet Montréal        |       |                |  |     |  |  |  |
| Cecil-P.-Newman   | #2 | Ensemble Montréal      |       |                |  |     |  |  |  |
| Cecil-P.-Newman   | #2 |                        |       |                |  |     |  |  |  |
| Cecil-P.-Newman   | #2 | Votes valides          |       |                |  |     |  |  |  |
| Cecil-P.-Newman   | #2 | Votes blancs et nuls   |       |                |  |     |  |  |  |
| Cecil-P.-Newman   | #2 | Total                  | Total | Total          |  | 100 |  |  |  |
| Cecil-P.-Newman   | #2 | Abstention             |       |                |  |     |  |  |  |
| Cecil-P.-Newman   | #2 | Inscrits/Participation |       |                |  |     |  |  |  |
|                   |    |                        |       |                |  |     |  |  |  |
| Sault-Saint-Louis | #1 |                        |       |                |  |     |  |  |  |
| Sault-Saint-Louis | #1 | Équipe LaSalle         |       |                |  |     |  |  |  |
| Sault-Saint-Louis | #1 | Projet Montréal        |       |                |  |     |  |  |  |
| Sault-Saint-Louis | #1 | Ensemble Montréal      |       |                |  |     |  |  |  |
| Sault-Saint-Louis | #1 |                        |       |                |  |     |  |  |  |
| Sault-Saint-Louis | #1 | Votes valides          |       |                |  |     |  |  |  |
| Sault-Saint-Louis | #1 | Votes blancs et nuls   |       |                |  |     |  |  |  |
| Sault-Saint-Louis | #1 | Total                  | Total | Total          |  | 100 |  |  |  |
| Sault-Saint-Louis | #1 | Abstention             |       |                |  |     |  |  |  |
| Sault-Saint-Louis | #1 | Inscrits/Participation |       |                |  |     |  |  |  |
| Sault-Saint-Louis |    |                        |       |                |  |     |  |  |  |
| Sault-Saint-Louis | #2 |                        |       | Équipe LaSalle |  |     |  |  |  |
| Sault-Saint-Louis | #2 | Projet Montréal        |       |                |  |     |  |  |  |
| Sault-Saint-Louis | #2 | Ensemble Montréal      |       |                |  |     |  |  |  |
| Sault-Saint-Louis | #2 |                        |       |                |  |     |  |  |  |
| Sault-Saint-Louis | #2 | Votes valides          |       |                |  |     |  |  |  |
| Sault-Saint-Louis | #2 | Votes blancs et nuls   |       |                |  |     |  |  |  |
| Sault-Saint-Louis | #2 | Total                  | Total | Total          |  | 100 |  |  |  |
| Sault-Saint-Louis | #2 | Abstention             |       |                |  |     |  |  |  |
| Sault-Saint-Louis | #2 | Inscrits/Participation |       |                |  |     |  |  |  |

##### L'Île-Bizard–Sainte-Geneviève
Dans cet arrondissement, les électeurs doivent voter 3 fois: pour le maire de la ville, pour le maire d'arrondissement et pour leur conseiller d'arrondissement. Des 5 postes, un seul siège au conseil municipal: le maire de l'arrondissement.
| Carte                          | Candidats       | Candidats         | Parti | Voix | % |
| ------------------------------ | --------------- | ----------------- | ----- | ---- | - |
| L'Île-Bizard– Sainte-Geneviève |                 |                   |       |      |   |
|                                | Danielle Myrand | Projet Montréal   |       |      |   |
|                                | Doug Hurley     | Ensemble Montréal |       |      |   |
|                                |                 |                   |       |      |   |
| Votes valides                  |                 |                   |       |      |   |
| Votes blancs et nuls           |                 |                   |       |      |   |
| Total                          | Total           | Total             |       | 100  |   |
| Abstention                     |                 |                   |       |      |   |
| Inscrits/Participation         |                 |                   |       |      |   |

| Districts              | Candidats        | Candidats         | Parti | Voix | % |  |
| ---------------------- | ---------------- | ----------------- | ----- | ---- | - |  |
| Denis-Benjamin-Viger   |                  |                   |       |      |   |  |
|                        |                  | Projet Montréal   |       |      |   |  |
|                        | Alain Wilson     | Ensemble Montréal |       |      |   |  |
|                        |                  |                   |       |      |   |  |
| Votes valides          |                  |                   |       |      |   |  |
| Votes blancs et nuls   |                  |                   |       |      |   |  |
| Total                  | Total            | Total             |       | 100  |   |  |
| Abstention             |                  |                   |       |      |   |  |
| Inscrits/Participation |                  |                   |       |      |   |  |
|                        |                  |                   |       |      |   |  |
| Jacques-Bizard         |                  |                   |       |      |   |  |
|                        |                  | Projet Montréal   |       |      |   |  |
|                        | Richard Bélanger | Ensemble Montréal |       |      |   |  |
|                        |                  |                   |       |      |   |  |
| Votes valides          |                  |                   |       |      |   |  |
| Votes blancs et nuls   |                  |                   |       |      |   |  |
| Total                  | Total            | Total             |       | 100  |   |  |
| Abstention             |                  |                   |       |      |   |  |
| Inscrits/Participation |                  |                   |       |      |   |  |
|                        |                  |                   |       |      |   |  |
| Pierre-Foretier        |                  |                   |       |      |   |  |
|                        |                  | Projet Montréal   |       |      |   |  |
|                        | Julie Forgues    | Ensemble Montréal |       |      |   |  |
|                        |                  |                   |       |      |   |  |
| Votes valides          |                  |                   |       |      |   |  |
| Votes blancs et nuls   |                  |                   |       |      |   |  |
| Total                  | Total            | Total             |       | 100  |   |  |
| Abstention             |                  |                   |       |      |   |  |
| Inscrits/Participation |                  |                   |       |      |   |  |
|                        |                  |                   |       |      |   |  |
| Sainte-Geneviève       |                  |                   |       |      |   |  |
|                        |                  | Projet Montréal   |       |      |   |  |
|                        | Éric Dugas       | Ensemble Montréal |       |      |   |  |
|                        |                  |                   |       |      |   |  |
| Votes valides          |                  |                   |       |      |   |  |
| Votes blancs et nuls   |                  |                   |       |      |   |  |
| Total                  | Total            | Total             |       | 100  |   |  |
| Abstention             |                  |                   |       |      |   |  |
| Inscrits/Participation |                  |                   |       |      |   |  |

##### Mercier–Hochelaga-Maisonneuve
Dans cet arrondissement, les électeurs doivent voter 3 fois: pour le maire de la ville, pour le maire d'arrondissement et pour leur conseiller de ville. Des 5 postes à pourvoir, l'ensemble d'entre eux siègent au conseil municipal.
| Carte                         | Candidats              | Candidats           | Parti             | Voix | %   |
| ----------------------------- | ---------------------- | ------------------- | ----------------- | ---- | --- |
| Mercier–Hochelaga-Maisonneuve |                        | Alia Hassan-Cournol | Projet Montréal   |      |     |
| Mercier–Hochelaga-Maisonneuve |                        | Chantal Gagnon      | Ensemble Montréal |      |     |
| Mercier–Hochelaga-Maisonneuve |                        |                     |                   |      |     |
| Mercier–Hochelaga-Maisonneuve | Votes valides          |                     |                   |      |     |
| Mercier–Hochelaga-Maisonneuve | Votes blancs et nuls   |                     |                   |      |     |
| Mercier–Hochelaga-Maisonneuve | Total                  | Total               | Total             |      | 100 |
| Mercier–Hochelaga-Maisonneuve | Abstention             |                     |                   |      |     |
| Mercier–Hochelaga-Maisonneuve | Inscrits/Participation |                     |                   |      |     |

| Districts                  | Candidats              | Candidats                | Parti             | Voix | %   |  |
| -------------------------- | ---------------------- | ------------------------ | ----------------- | ---- | --- |  |
| Hochelaga                  |                        | Sarah V. Doyon           | Projet Montréal   |      |     |  |
| Hochelaga                  |                        | Alexandre Giasson        | Ensemble Montréal |      |     |  |
| Hochelaga                  |                        |                          |                   |      |     |  |
| Hochelaga                  | Votes valides          |                          |                   |      |     |  |
| Hochelaga                  | Votes blancs et nuls   |                          |                   |      |     |  |
| Hochelaga                  | Total                  | Total                    | Total             |      | 100 |  |
| Hochelaga                  | Abstention             |                          |                   |      |     |  |
| Hochelaga                  | Inscrits/Participation |                          |                   |      |     |  |
|                            |                        |                          |                   |      |     |  |
| Louis-Riel                 |                        | Paul Jacques-Mignault    | Projet Montréal   |      |     |  |
| Louis-Riel                 |                        | Alba Zuniga Ramos        | Ensemble Montréal |      |     |  |
| Louis-Riel                 |                        |                          |                   |      |     |  |
| Louis-Riel                 | Votes valides          |                          |                   |      |     |  |
| Louis-Riel                 | Votes blancs et nuls   |                          |                   |      |     |  |
| Louis-Riel                 | Total                  | Total                    | Total             |      | 100 |  |
| Louis-Riel                 | Abstention             |                          |                   |      |     |  |
| Louis-Riel                 | Inscrits/Participation |                          |                   |      |     |  |
|                            |                        |                          |                   |      |     |  |
| Maisonneuve– Longue-Pointe |                        | Eddy Pérez               | Projet Montréal   |      |     |  |
| Maisonneuve– Longue-Pointe |                        | Alexandre Devaux-Guizani | Ensemble Montréal |      |     |  |
| Maisonneuve– Longue-Pointe |                        |                          |                   |      |     |  |
| Maisonneuve– Longue-Pointe | Votes valides          |                          |                   |      |     |  |
| Maisonneuve– Longue-Pointe | Votes blancs et nuls   |                          |                   |      |     |  |
| Maisonneuve– Longue-Pointe | Total                  | Total                    | Total             |      | 100 |  |
| Maisonneuve– Longue-Pointe | Abstention             |                          |                   |      |     |  |
| Maisonneuve– Longue-Pointe | Inscrits/Participation |                          |                   |      |     |  |
|                            |                        |                          |                   |      |     |  |
| Tétreaultville             |                        | Suzie Miron              | Projet Montréal   |      |     |  |
| Tétreaultville             |                        | Julien Hénault-Ratelle   | Ensemble Montréal |      |     |  |
| Tétreaultville             |                        |                          |                   |      |     |  |
| Tétreaultville             | Votes valides          |                          |                   |      |     |  |
| Tétreaultville             | Votes blancs et nuls   |                          |                   |      |     |  |
| Tétreaultville             | Total                  | Total                    | Total             |      | 100 |  |
| Tétreaultville             | Abstention             |                          |                   |      |     |  |
| Tétreaultville             | Inscrits/Participation |                          |                   |      |     |  |

##### Montréal-Nord
Dans cet arrondissement, les électeurs doivent voter 4 fois: pour le maire de la ville, pour le maire de l'arrondissement, pour leur conseiller de ville, et pour leur conseiller d'arrondissement. Des 5 postes, 3 d'entre eux siègent au conseil municipal: le maire et les deux conseillers de ville.
| Carte                  | Candidats       | Candidats         | Parti | Voix | % |
| ---------------------- | --------------- | ----------------- | ----- | ---- | - |
| Montréal-Nord          |                 |                   |       |      |   |
|                        |                 | Projet Montréal   |       |      |   |
|                        | Christine Black | Ensemble Montréal |       |      |   |
|                        |                 |                   |       |      |   |
| Votes valides          |                 |                   |       |      |   |
| Votes blancs et nuls   |                 |                   |       |      |   |
| Total                  | Total           | Total             |       | 100  |   |
| Abstention             |                 |                   |       |      |   |
| Inscrits/Participation |                 |                   |       |      |   |

| Districts              | Candidats      | Candidats         | Parti | Voix | % |  |
| ---------------------- | -------------- | ----------------- | ----- | ---- | - |  |
| Marie-Clarac           |                |                   |       |      |   |  |
|                        |                | Projet Montréal   |       |      |   |  |
|                        | Youssef Hariri | Ensemble Montréal |       |      |   |  |
|                        |                |                   |       |      |   |  |
| Votes valides          |                |                   |       |      |   |  |
| Votes blancs et nuls   |                |                   |       |      |   |  |
| Total                  | Total          | Total             |       | 100  |   |  |
| Abstention             |                |                   |       |      |   |  |
| Inscrits/Participation |                |                   |       |      |   |  |
|                        |                |                   |       |      |   |  |
| Ovide-Clermont         |                |                   |       |      |   |  |
|                        |                | Projet Montréal   |       |      |   |  |
|                        | Chantal Rossi  | Ensemble Montréal |       |      |   |  |
|                        |                |                   |       |      |   |  |
| Votes valides          |                |                   |       |      |   |  |
| Votes blancs et nuls   |                |                   |       |      |   |  |
| Total                  | Total          | Total             |       | 100  |   |  |
| Abstention             |                |                   |       |      |   |  |
| Inscrits/Participation |                |                   |       |      |   |  |

| Districts              | Candidats          | Candidats         | Parti | Voix | % |  |
| ---------------------- | ------------------ | ----------------- | ----- | ---- | - |  |
| Marie-Clarac           |                    |                   |       |      |   |  |
|                        |                    | Projet Montréal   |       |      |   |  |
|                        | Jean Marc Poirier  | Ensemble Montréal |       |      |   |  |
|                        |                    |                   |       |      |   |  |
| Votes valides          |                    |                   |       |      |   |  |
| Votes blancs et nuls   |                    |                   |       |      |   |  |
| Total                  | Total              | Total             |       | 100  |   |  |
| Abstention             |                    |                   |       |      |   |  |
| Inscrits/Participation |                    |                   |       |      |   |  |
|                        |                    |                   |       |      |   |  |
| Ovide-Clermont         |                    |                   |       |      |   |  |
|                        |                    | Projet Montréal   |       |      |   |  |
|                        | Philippe Thermidor | Ensemble Montréal |       |      |   |  |
|                        |                    |                   |       |      |   |  |
| Votes valides          |                    |                   |       |      |   |  |
| Votes blancs et nuls   |                    |                   |       |      |   |  |
| Total                  | Total              | Total             |       | 100  |   |  |
| Abstention             |                    |                   |       |      |   |  |
| Inscrits/Participation |                    |                   |       |      |   |  |

##### Outremont
Dans cet arrondissement, les électeurs doivent voter 3 fois: pour le maire de la ville, pour le maire d'arrondissement et pour leur conseiller d'arrondissement. Des 5 postes, un seul siège au conseil municipal: le maire de l'arrondissement.
| Carte                  | Candidats      | Candidats         | Parti | Voix | % |
| ---------------------- | -------------- | ----------------- | ----- | ---- | - |
| Outremont              |                |                   |       |      |   |
|                        | Alain Bakayoko | Projet Montréal   |       |      |   |
|                        | Caroline Braun | Ensemble Montréal |       |      |   |
|                        |                |                   |       |      |   |
| Votes valides          |                |                   |       |      |   |
| Votes blancs et nuls   |                |                   |       |      |   |
| Total                  | Total          | Total             |       | 100  |   |
| Abstention             |                |                   |       |      |   |
| Inscrits/Participation |                |                   |       |      |   |

| Districts              | Candidats             | Candidats         | Parti | Voix | % |  |
| ---------------------- | --------------------- | ----------------- | ----- | ---- | - |  |
| Claude-Ryan            |                       |                   |       |      |   |  |
|                        |                       | Projet Montréal   |       |      |   |  |
|                        | Geoffrey King         | Ensemble Montréal |       |      |   |  |
|                        |                       |                   |       |      |   |  |
| Votes valides          |                       |                   |       |      |   |  |
| Votes blancs et nuls   |                       |                   |       |      |   |  |
| Total                  | Total                 | Total             |       | 100  |   |  |
| Abstention             |                       |                   |       |      |   |  |
| Inscrits/Participation |                       |                   |       |      |   |  |
|                        |                       |                   |       |      |   |  |
| Jeanne-Sauvé           |                       |                   |       |      |   |  |
|                        |                       | Projet Montréal   |       |      |   |  |
|                        | Maude Choko           | Ensemble Montréal |       |      |   |  |
|                        |                       |                   |       |      |   |  |
| Votes valides          |                       |                   |       |      |   |  |
| Votes blancs et nuls   |                       |                   |       |      |   |  |
| Total                  | Total                 | Total             |       | 100  |   |  |
| Abstention             |                       |                   |       |      |   |  |
| Inscrits/Participation |                       |                   |       |      |   |  |
|                        |                       |                   |       |      |   |  |
| Joseph-Beaubien        |                       |                   |       |      |   |  |
|                        | Melissa Turp-Yonezawa | Projet Montréal   |       |      |   |  |
|                        | Mercedez Plante       | Ensemble Montréal |       |      |   |  |
|                        |                       |                   |       |      |   |  |
| Votes valides          |                       |                   |       |      |   |  |
| Votes blancs et nuls   |                       |                   |       |      |   |  |
| Total                  | Total                 | Total             |       | 100  |   |  |
| Abstention             |                       |                   |       |      |   |  |
| Inscrits/Participation |                       |                   |       |      |   |  |
|                        |                       |                   |       |      |   |  |
| Robert-Bourassa        |                       |                   |       |      |   |  |
|                        |                       | Projet Montréal   |       |      |   |  |
|                        | Amélie Cliche         | Ensemble Montréal |       |      |   |  |
|                        |                       |                   |       |      |   |  |
| Votes valides          |                       |                   |       |      |   |  |
| Votes blancs et nuls   |                       |                   |       |      |   |  |
| Total                  | Total                 | Total             |       | 100  |   |  |
| Abstention             |                       |                   |       |      |   |  |
| Inscrits/Participation |                       |                   |       |      |   |  |

##### Pierrefonds-Roxboro
Dans cet arrondissement, les électeurs doivent voter 4 fois: pour le maire de la ville, pour le maire de l'arrondissement, pour leur conseiller de ville, et pour leur conseiller d'arrondissement. Des 5 postes, 3 d'entre eux siègent au conseil municipal: le maire et les deux conseillers de ville.
| Carte                  | Candidats | Candidats         | Parti | Voix | % |
| ---------------------- | --------- | ----------------- | ----- | ---- | - |
| Pierrefonds-Roxboro    |           |                   |       |      |   |
|                        |           | Projet Montréal   |       |      |   |
|                        |           | Ensemble Montréal |       |      |   |
|                        |           |                   |       |      |   |
| Votes valides          |           |                   |       |      |   |
| Votes blancs et nuls   |           |                   |       |      |   |
| Total                  | Total     | Total             |       | 100  |   |
| Abstention             |           |                   |       |      |   |
| Inscrits/Participation |           |                   |       |      |   |

| Districts              | Candidats | Candidats         | Parti | Voix | % |  |
| ---------------------- | --------- | ----------------- | ----- | ---- | - |  |
| Bois-de-Liesse         |           |                   |       |      |   |  |
|                        |           | Projet Montréal   |       |      |   |  |
|                        |           | Ensemble Montréal |       |      |   |  |
|                        |           |                   |       |      |   |  |
| Votes valides          |           |                   |       |      |   |  |
| Votes blancs et nuls   |           |                   |       |      |   |  |
| Total                  | Total     | Total             |       | 100  |   |  |
| Abstention             |           |                   |       |      |   |  |
| Inscrits/Participation |           |                   |       |      |   |  |
|                        |           |                   |       |      |   |  |
| Cap-Saint-Jacques      |           |                   |       |      |   |  |
|                        |           | Projet Montréal   |       |      |   |  |
|                        |           | Ensemble Montréal |       |      |   |  |
|                        |           |                   |       |      |   |  |
| Votes valides          |           |                   |       |      |   |  |
| Votes blancs et nuls   |           |                   |       |      |   |  |
| Total                  | Total     | Total             |       | 100  |   |  |
| Abstention             |           |                   |       |      |   |  |
| Inscrits/Participation |           |                   |       |      |   |  |

| Districts              | Candidats | Candidats         | Parti | Voix | % |  |
| ---------------------- | --------- | ----------------- | ----- | ---- | - |  |
| Bois-de-Liesse         |           |                   |       |      |   |  |
|                        |           | Projet Montréal   |       |      |   |  |
|                        |           | Ensemble Montréal |       |      |   |  |
|                        |           |                   |       |      |   |  |
| Votes valides          |           |                   |       |      |   |  |
| Votes blancs et nuls   |           |                   |       |      |   |  |
| Total                  | Total     | Total             |       | 100  |   |  |
| Abstention             |           |                   |       |      |   |  |
| Inscrits/Participation |           |                   |       |      |   |  |
|                        |           |                   |       |      |   |  |
| Cap-Saint-Jacques      |           |                   |       |      |   |  |
|                        |           | Projet Montréal   |       |      |   |  |
|                        |           | Ensemble Montréal |       |      |   |  |
|                        |           |                   |       |      |   |  |
| Votes valides          |           |                   |       |      |   |  |
| Votes blancs et nuls   |           |                   |       |      |   |  |
| Total                  | Total     | Total             |       | 100  |   |  |
| Abstention             |           |                   |       |      |   |  |
| Inscrits/Participation |           |                   |       |      |   |  |

##### Le Plateau-Mont-Royal
Dans cet arrondissement, les électeurs doivent voter 4 fois: pour le maire de la ville, pour le maire de l'arrondissement, pour leur conseiller de ville, et pour leur conseiller d'arrondissement. Des 7 postes, 4 d'entre eux siègent au conseil municipal: le maire et les trois conseillers de ville.
| Carte                  | Candidats     | Candidats         | Parti | Voix | % |
| ---------------------- | ------------- | ----------------- | ----- | ---- | - |
| Le Plateau-Mont-Royal  |               |                   |       |      |   |
|                        | Cathy Wong    | Projet Montréal   |       |      |   |
|                        | Jean Beaudoin | Ensemble Montréal |       |      |   |
|                        |               |                   |       |      |   |
| Votes valides          |               |                   |       |      |   |
| Votes blancs et nuls   |               |                   |       |      |   |
| Total                  | Total         | Total             |       | 100  |   |
| Abstention             |               |                   |       |      |   |
| Inscrits/Participation |               |                   |       |      |   |

| Districts              | Candidats     | Candidats         | Parti | Voix | % |  |
| ---------------------- | ------------- | ----------------- | ----- | ---- | - |  |
| De Lorimier            |               |                   |       |      |   |  |
|                        | Maeva Vilain  | Projet Montréal   |       |      |   |  |
|                        |               | Ensemble Montréal |       |      |   |  |
|                        |               |                   |       |      |   |  |
| Votes valides          |               |                   |       |      |   |  |
| Votes blancs et nuls   |               |                   |       |      |   |  |
| Total                  | Total         | Total             |       | 100  |   |  |
| Abstention             |               |                   |       |      |   |  |
| Inscrits/Participation |               |                   |       |      |   |  |
|                        |               |                   |       |      |   |  |
| Jeanne-Mance           |               |                   |       |      |   |  |
|                        | Alex Norris   | Projet Montréal   |       |      |   |  |
|                        |               | Ensemble Montréal |       |      |   |  |
|                        |               |                   |       |      |   |  |
| Votes valides          |               |                   |       |      |   |  |
| Votes blancs et nuls   |               |                   |       |      |   |  |
| Total                  | Total         | Total             |       | 100  |   |  |
| Abstention             |               |                   |       |      |   |  |
| Inscrits/Participation |               |                   |       |      |   |  |
|                        |               |                   |       |      |   |  |
| Mile-End               |               |                   |       |      |   |  |
|                        | Marie Plourde | Projet Montréal   |       |      |   |  |
|                        |               | Ensemble Montréal |       |      |   |  |
|                        |               |                   |       |      |   |  |
| Votes valides          |               |                   |       |      |   |  |
| Votes blancs et nuls   |               |                   |       |      |   |  |
| Total                  | Total         | Total             |       | 100  |   |  |
| Abstention             |               |                   |       |      |   |  |
| Inscrits/Participation |               |                   |       |      |   |  |

| Districts              | Candidats       | Candidats         | Parti | Voix | % |  |
| ---------------------- | --------------- | ----------------- | ----- | ---- | - |  |
| De Lorimier            |                 |                   |       |      |   |  |
|                        | Laurence Parent | Projet Montréal   |       |      |   |  |
|                        |                 | Ensemble Montréal |       |      |   |  |
|                        |                 |                   |       |      |   |  |
| Votes valides          |                 |                   |       |      |   |  |
| Votes blancs et nuls   |                 |                   |       |      |   |  |
| Total                  | Total           | Total             |       | 100  |   |  |
| Abstention             |                 |                   |       |      |   |  |
| Inscrits/Participation |                 |                   |       |      |   |  |
|                        |                 |                   |       |      |   |  |
| Jeanne-Mance           |                 |                   |       |      |   |  |
|                        |                 | Projet Montréal   |       |      |   |  |
|                        |                 | Ensemble Montréal |       |      |   |  |
|                        |                 |                   |       |      |   |  |
| Votes valides          |                 |                   |       |      |   |  |
| Votes blancs et nuls   |                 |                   |       |      |   |  |
| Total                  | Total           | Total             |       | 100  |   |  |
| Abstention             |                 |                   |       |      |   |  |
| Inscrits/Participation |                 |                   |       |      |   |  |
|                        |                 |                   |       |      |   |  |
| Mile-End               |                 |                   |       |      |   |  |
|                        | Marie Sterlin   | Projet Montréal   |       |      |   |  |
|                        |                 | Ensemble Montréal |       |      |   |  |
|                        |                 |                   |       |      |   |  |
| Votes valides          |                 |                   |       |      |   |  |
| Votes blancs et nuls   |                 |                   |       |      |   |  |
| Total                  | Total           | Total             |       | 100  |   |  |
| Abstention             |                 |                   |       |      |   |  |
| Inscrits/Participation |                 |                   |       |      |   |  |

##### Rivière-des-Prairies–Pointe-aux-Trembles
Dans cet arrondissement, les électeurs doivent voter 4 fois: pour le maire de la ville, pour le maire de l'arrondissement, pour leur conseiller de ville, et pour leur conseiller d'arrondissement. Des 7 postes, 4 d'entre eux siègent au conseil municipal: le maire et les trois conseillers de ville.
| Carte                                     | Candidats          | Candidats         | Parti | Voix | % |
| ----------------------------------------- | ------------------ | ----------------- | ----- | ---- | - |
| Rivière-des-Prairies– Pointe-aux-Trembles |                    |                   |       |      |   |
|                                           | Caroline Bourgeois | Projet Montréal   |       |      |   |
|                                           | Denis Pelletier    | Ensemble Montréal |       |      |   |
|                                           |                    |                   |       |      |   |
| Votes valides                             |                    |                   |       |      |   |
| Votes blancs et nuls                      |                    |                   |       |      |   |
| Total                                     | Total              | Total             |       | 100  |   |
| Abstention                                |                    |                   |       |      |   |
| Inscrits/Participation                    |                    |                   |       |      |   |

| Districts              | Candidats            | Candidats         | Parti | Voix | % |  |
| ---------------------- | -------------------- | ----------------- | ----- | ---- | - |  |
| La Pointe-aux-Prairies |                      |                   |       |      |   |  |
|                        | Lisa Christensen     | Projet Montréal   |       |      |   |  |
|                        | Diana Varela Ordoñez | Ensemble Montréal |       |      |   |  |
|                        |                      |                   |       |      |   |  |
| Votes valides          |                      |                   |       |      |   |  |
| Votes blancs et nuls   |                      |                   |       |      |   |  |
| Total                  | Total                | Total             |       | 100  |   |  |
| Abstention             |                      |                   |       |      |   |  |
| Inscrits/Participation |                      |                   |       |      |   |  |
|                        |                      |                   |       |      |   |  |
| Pointe-aux-Trembles    |                      |                   |       |      |   |  |
|                        | Virginie Journeau    | Projet Montréal   |       |      |   |  |
|                        | Gabrielle Bélanger   | Ensemble Montréal |       |      |   |  |
|                        |                      |                   |       |      |   |  |
| Votes valides          |                      |                   |       |      |   |  |
| Votes blancs et nuls   |                      |                   |       |      |   |  |
| Total                  | Total                | Total             |       | 100  |   |  |
| Abstention             |                      |                   |       |      |   |  |
| Inscrits/Participation |                      |                   |       |      |   |  |
|                        |                      |                   |       |      |   |  |
| Rivière-des-Prairies   |                      |                   |       |      |   |  |
|                        |                      | Projet Montréal   |       |      |   |  |
|                        | Giovanni Rapanà      | Ensemble Montréal |       |      |   |  |
|                        |                      |                   |       |      |   |  |
| Votes valides          |                      |                   |       |      |   |  |
| Votes blancs et nuls   |                      |                   |       |      |   |  |
| Total                  | Total                | Total             |       | 100  |   |  |
| Abstention             |                      |                   |       |      |   |  |
| Inscrits/Participation |                      |                   |       |      |   |  |

| Districts              | Candidats               | Candidats         | Parti | Voix | % |  |
| ---------------------- | ----------------------- | ----------------- | ----- | ---- | - |  |
| La Pointe-aux-Prairies |                         |                   |       |      |   |  |
|                        | Daphney Colin           | Projet Montréal   |       |      |   |  |
|                        | Gerlando Guarraggi      | Ensemble Montréal |       |      |   |  |
|                        |                         |                   |       |      |   |  |
| Votes valides          |                         |                   |       |      |   |  |
| Votes blancs et nuls   |                         |                   |       |      |   |  |
| Total                  | Total                   | Total             |       | 100  |   |  |
| Abstention             |                         |                   |       |      |   |  |
| Inscrits/Participation |                         |                   |       |      |   |  |
|                        |                         |                   |       |      |   |  |
| Pointe-aux-Trembles    |                         |                   |       |      |   |  |
|                        | Marie-Claude Baril      | Projet Montréal   |       |      |   |  |
|                        |                         | Ensemble Montréal |       |      |   |  |
|                        |                         |                   |       |      |   |  |
| Votes valides          |                         |                   |       |      |   |  |
| Votes blancs et nuls   |                         |                   |       |      |   |  |
| Total                  | Total                   | Total             |       | 100  |   |  |
| Abstention             |                         |                   |       |      |   |  |
| Inscrits/Participation |                         |                   |       |      |   |  |
|                        |                         |                   |       |      |   |  |
| Rivière-des-Prairies   |                         |                   |       |      |   |  |
|                        |                         | Projet Montréal   |       |      |   |  |
|                        | Nathalie Pierre-Antoine | Ensemble Montréal |       |      |   |  |
|                        |                         |                   |       |      |   |  |
| Votes valides          |                         |                   |       |      |   |  |
| Votes blancs et nuls   |                         |                   |       |      |   |  |
| Total                  | Total                   | Total             |       | 100  |   |  |
| Abstention             |                         |                   |       |      |   |  |
| Inscrits/Participation |                         |                   |       |      |   |  |

##### Rosemont–La Petite-Patrie
Dans cet arrondissement, les électeurs doivent voter 3 fois: pour le maire de la ville, pour le maire d'arrondissement et pour leur conseiller de ville. Des 5 postes, l'ensemble d'entre eux siègent au conseil municipal.
| Carte                     | Candidats              | Candidats         | Parti               | Voix | %   |
| ------------------------- | ---------------------- | ----------------- | ------------------- | ---- | --- |
| Rosemont–La Petite-Patrie |                        | François Limoges  | Projet Montréal     |      |     |
| Rosemont–La Petite-Patrie |                        | Ensemble Montréal |                     |      |     |
| Rosemont–La Petite-Patrie |                        | Luc Corbin        | Transition Montréal |      |     |
| Rosemont–La Petite-Patrie |                        |                   |                     |      |     |
| Rosemont–La Petite-Patrie | Votes valides          |                   |                     |      |     |
| Rosemont–La Petite-Patrie | Votes blancs et nuls   |                   |                     |      |     |
| Rosemont–La Petite-Patrie | Total                  | Total             | Total               |      | 100 |
| Rosemont–La Petite-Patrie | Abstention             |                   |                     |      |     |
| Rosemont–La Petite-Patrie | Inscrits/Participation |                   |                     |      |     |

| Districts          | Candidats              | Candidats           | Parti           | Voix | %   |  |
| ------------------ | ---------------------- | ------------------- | --------------- | ---- | --- |  |
| Étienne-Desmarteau |                        | Ericka Alneus       | Projet Montréal |      |     |  |
| Étienne-Desmarteau |                        | Ensemble Montréal   |                 |      |     |  |
| Étienne-Desmarteau |                        |                     |                 |      |     |  |
| Étienne-Desmarteau | Votes valides          |                     |                 |      |     |  |
| Étienne-Desmarteau | Votes blancs et nuls   |                     |                 |      |     |  |
| Étienne-Desmarteau | Total                  | Total               | Total           |      | 100 |  |
| Étienne-Desmarteau | Abstention             |                     |                 |      |     |  |
| Étienne-Desmarteau | Inscrits/Participation |                     |                 |      |     |  |
|                    |                        |                     |                 |      |     |  |
| Marie-Victorin     |                        | Jocelyn Pauzé       | Projet Montréal |      |     |  |
| Marie-Victorin     |                        | Ensemble Montréal   |                 |      |     |  |
| Marie-Victorin     |                        |                     |                 |      |     |  |
| Marie-Victorin     | Votes valides          |                     |                 |      |     |  |
| Marie-Victorin     | Votes blancs et nuls   |                     |                 |      |     |  |
| Marie-Victorin     | Total                  | Total               | Total           |      | 100 |  |
| Marie-Victorin     | Abstention             |                     |                 |      |     |  |
| Marie-Victorin     | Inscrits/Participation |                     |                 |      |     |  |
|                    |                        |                     |                 |      |     |  |
| Saint-Édouard      |                        | Josefina Blanco     | Projet Montréal |      |     |  |
| Saint-Édouard      |                        | Ensemble Montréal   |                 |      |     |  |
| Saint-Édouard      |                        |                     |                 |      |     |  |
| Saint-Édouard      | Votes valides          |                     |                 |      |     |  |
| Saint-Édouard      | Votes blancs et nuls   |                     |                 |      |     |  |
| Saint-Édouard      | Total                  | Total               | Total           |      | 100 |  |
| Saint-Édouard      | Abstention             |                     |                 |      |     |  |
| Saint-Édouard      | Inscrits/Participation |                     |                 |      |     |  |
|                    |                        |                     |                 |      |     |  |
| Vieux-Rosemont     |                        | Olivier Demers-Dubé | Projet Montréal |      |     |  |
| Vieux-Rosemont     |                        | Ensemble Montréal   |                 |      |     |  |
| Vieux-Rosemont     |                        |                     |                 |      |     |  |
| Vieux-Rosemont     | Votes valides          |                     |                 |      |     |  |
| Vieux-Rosemont     | Votes blancs et nuls   |                     |                 |      |     |  |
| Vieux-Rosemont     | Total                  | Total               | Total           |      | 100 |  |
| Vieux-Rosemont     | Abstention             |                     |                 |      |     |  |
| Vieux-Rosemont     | Inscrits/Participation |                     |                 |      |     |  |

##### Saint-Laurent
Dans cet arrondissement, les électeurs doivent voter 4 fois: pour le maire de la ville, pour le maire de l'arrondissement, pour leur conseiller de ville, et pour leur conseiller d'arrondissement. Des 5 postes, 3 d'entre eux siègent au conseil municipal: le maire et les deux conseillers de ville.
| Carte                  | Candidats | Candidats         | Parti | Voix | % |
| ---------------------- | --------- | ----------------- | ----- | ---- | - |
| Saint-Laurent          |           |                   |       |      |   |
|                        |           | Projet Montréal   |       |      |   |
|                        |           | Ensemble Montréal |       |      |   |
|                        |           |                   |       |      |   |
| Votes valides          |           |                   |       |      |   |
| Votes blancs et nuls   |           |                   |       |      |   |
| Total                  | Total     | Total             |       | 100  |   |
| Abstention             |           |                   |       |      |   |
| Inscrits/Participation |           |                   |       |      |   |

| Districts              | Candidats | Candidats         | Parti | Voix | % |  |
| ---------------------- | --------- | ----------------- | ----- | ---- | - |  |
| Côte-de-Liesse         |           |                   |       |      |   |  |
|                        |           | Projet Montréal   |       |      |   |  |
|                        |           | Ensemble Montréal |       |      |   |  |
|                        |           |                   |       |      |   |  |
| Votes valides          |           |                   |       |      |   |  |
| Votes blancs et nuls   |           |                   |       |      |   |  |
| Total                  | Total     | Total             |       | 100  |   |  |
| Abstention             |           |                   |       |      |   |  |
| Inscrits/Participation |           |                   |       |      |   |  |
|                        |           |                   |       |      |   |  |
| Norman-McLaren         |           |                   |       |      |   |  |
|                        |           | Projet Montréal   |       |      |   |  |
|                        |           | Ensemble Montréal |       |      |   |  |
|                        |           |                   |       |      |   |  |
| Votes valides          |           |                   |       |      |   |  |
| Votes blancs et nuls   |           |                   |       |      |   |  |
| Total                  | Total     | Total             |       | 100  |   |  |
| Abstention             |           |                   |       |      |   |  |
| Inscrits/Participation |           |                   |       |      |   |  |

| Districts              | Candidats | Candidats         | Parti | Voix | % |  |
| ---------------------- | --------- | ----------------- | ----- | ---- | - |  |
| Côte-de-Liesse         |           |                   |       |      |   |  |
|                        |           | Projet Montréal   |       |      |   |  |
|                        |           | Ensemble Montréal |       |      |   |  |
|                        |           |                   |       |      |   |  |
| Votes valides          |           |                   |       |      |   |  |
| Votes blancs et nuls   |           |                   |       |      |   |  |
| Total                  | Total     | Total             |       | 100  |   |  |
| Abstention             |           |                   |       |      |   |  |
| Inscrits/Participation |           |                   |       |      |   |  |
|                        |           |                   |       |      |   |  |
| Norman-McLaren         |           |                   |       |      |   |  |
|                        |           | Projet Montréal   |       |      |   |  |
|                        |           | Ensemble Montréal |       |      |   |  |
|                        |           |                   |       |      |   |  |
| Votes valides          |           |                   |       |      |   |  |
| Votes blancs et nuls   |           |                   |       |      |   |  |
| Total                  | Total     | Total             |       | 100  |   |  |
| Abstention             |           |                   |       |      |   |  |
| Inscrits/Participation |           |                   |       |      |   |  |

##### Saint-Léonard
Dans cet arrondissement, les électeurs doivent voter 4 fois: pour le maire de la ville, pour le maire de l'arrondissement, pour leur conseiller de ville, et pour leur conseiller d'arrondissement. Des 5 postes, 3 d'entre eux siègent au conseil municipal: le maire et les deux conseillers de ville.
| Carte                  | Candidats     | Candidats         | Parti | Voix | % |
| ---------------------- | ------------- | ----------------- | ----- | ---- | - |
| Saint-Léonard          |               |                   |       |      |   |
|                        |               | Projet Montréal   |       |      |   |
|                        | Dominic Perri | Ensemble Montréal |       |      |   |
|                        |               |                   |       |      |   |
| Votes valides          |               |                   |       |      |   |
| Votes blancs et nuls   |               |                   |       |      |   |
| Total                  | Total         | Total             |       | 100  |   |
| Abstention             |               |                   |       |      |   |
| Inscrits/Participation |               |                   |       |      |   |

| Districts              | Candidats     | Candidats         | Parti | Voix | % |  |
| ---------------------- | ------------- | ----------------- | ----- | ---- | - |  |
| Saint-Léonard-Est      |               |                   |       |      |   |  |
|                        |               | Projet Montréal   |       |      |   |  |
|                        | Arij El Korbi | Ensemble Montréal |       |      |   |  |
|                        |               |                   |       |      |   |  |
| Votes valides          |               |                   |       |      |   |  |
| Votes blancs et nuls   |               |                   |       |      |   |  |
| Total                  | Total         | Total             |       | 100  |   |  |
| Abstention             |               |                   |       |      |   |  |
| Inscrits/Participation |               |                   |       |      |   |  |
|                        |               |                   |       |      |   |  |
| Saint-Léonard-Ouest    |               |                   |       |      |   |  |
|                        |               | Projet Montréal   |       |      |   |  |
|                        | Gabriel Retta | Ensemble Montréal |       |      |   |  |
|                        |               |                   |       |      |   |  |
| Votes valides          |               |                   |       |      |   |  |
| Votes blancs et nuls   |               |                   |       |      |   |  |
| Total                  | Total         | Total             |       | 100  |   |  |
| Abstention             |               |                   |       |      |   |  |
| Inscrits/Participation |               |                   |       |      |   |  |

| Districts              | Candidats      | Candidats         | Parti | Voix | % |  |
| ---------------------- | -------------- | ----------------- | ----- | ---- | - |  |
| Saint-Léonard-Est      |                |                   |       |      |   |  |
|                        |                | Projet Montréal   |       |      |   |  |
|                        | Angela Gentile | Ensemble Montréal |       |      |   |  |
|                        |                |                   |       |      |   |  |
| Votes valides          |                |                   |       |      |   |  |
| Votes blancs et nuls   |                |                   |       |      |   |  |
| Total                  | Total          | Total             |       | 100  |   |  |
| Abstention             |                |                   |       |      |   |  |
| Inscrits/Participation |                |                   |       |      |   |  |
|                        |                |                   |       |      |   |  |
| Saint-Léonard-Ouest    |                |                   |       |      |   |  |
|                        |                | Projet Montréal   |       |      |   |  |
|                        |                | Ensemble Montréal |       |      |   |  |
|                        |                |                   |       |      |   |  |
| Votes valides          |                |                   |       |      |   |  |
| Votes blancs et nuls   |                |                   |       |      |   |  |
| Total                  | Total          | Total             |       | 100  |   |  |
| Abstention             |                |                   |       |      |   |  |
| Inscrits/Participation |                |                   |       |      |   |  |

##### Le Sud-Ouest
Dans cet arrondissement, les électeurs doivent voter 4 fois: pour le maire de la ville, pour le maire de l'arrondissement, pour leur conseiller de ville, et pour leur conseiller d'arrondissement. Des 5 postes, 3 d'entre eux siègent au conseil municipal: le maire et les deux conseillers de ville.
| Carte                  | Candidats | Candidats         | Parti | Voix | % |
| ---------------------- | --------- | ----------------- | ----- | ---- | - |
| Le Sud-Ouest           |           |                   |       |      |   |
|                        |           | Projet Montréal   |       |      |   |
|                        |           | Ensemble Montréal |       |      |   |
|                        |           |                   |       |      |   |
| Votes valides          |           |                   |       |      |   |
| Votes blancs et nuls   |           |                   |       |      |   |
| Total                  | Total     | Total             |       | 100  |   |
| Abstention             |           |                   |       |      |   |
| Inscrits/Participation |           |                   |       |      |   |

| Districts                                                            | Candidats | Candidats         | Parti | Voix | % |  |
| -------------------------------------------------------------------- | --------- | ----------------- | ----- | ---- | - |  |
| Saint-Henri-Est– Petite-Bourgogne– Pointe-Saint-Charles– Griffintown |           |                   |       |      |   |  |
|                                                                      |           | Projet Montréal   |       |      |   |  |
|                                                                      |           | Ensemble Montréal |       |      |   |  |
|                                                                      |           |                   |       |      |   |  |
| Votes valides                                                        |           |                   |       |      |   |  |
| Votes blancs et nuls                                                 |           |                   |       |      |   |  |
| Total                                                                | Total     | Total             |       | 100  |   |  |
| Abstention                                                           |           |                   |       |      |   |  |
| Inscrits/Participation                                               |           |                   |       |      |   |  |
|                                                                      |           |                   |       |      |   |  |
| Saint-Paul– Émard– Saint-Henri-Ouest                                 |           |                   |       |      |   |  |
|                                                                      |           | Projet Montréal   |       |      |   |  |
|                                                                      |           | Ensemble Montréal |       |      |   |  |
|                                                                      |           |                   |       |      |   |  |
| Votes valides                                                        |           |                   |       |      |   |  |
| Votes blancs et nuls                                                 |           |                   |       |      |   |  |
| Total                                                                | Total     | Total             |       | 100  |   |  |
| Abstention                                                           |           |                   |       |      |   |  |
| Inscrits/Participation                                               |           |                   |       |      |   |  |

| Districts                                                            | Candidats | Candidats         | Parti | Voix | % |  |
| -------------------------------------------------------------------- | --------- | ----------------- | ----- | ---- | - |  |
| Saint-Henri-Est– Petite-Bourgogne– Pointe-Saint-Charles– Griffintown |           |                   |       |      |   |  |
|                                                                      |           | Projet Montréal   |       |      |   |  |
|                                                                      |           | Ensemble Montréal |       |      |   |  |
|                                                                      |           |                   |       |      |   |  |
| Votes valides                                                        |           |                   |       |      |   |  |
| Votes blancs et nuls                                                 |           |                   |       |      |   |  |
| Total                                                                | Total     | Total             |       | 100  |   |  |
| Abstention                                                           |           |                   |       |      |   |  |
| Inscrits/Participation                                               |           |                   |       |      |   |  |
|                                                                      |           |                   |       |      |   |  |
| Saint-Paul– Émard– Saint-Henri-Ouest                                 |           |                   |       |      |   |  |
|                                                                      |           | Projet Montréal   |       |      |   |  |
|                                                                      |           | Ensemble Montréal |       |      |   |  |
|                                                                      |           |                   |       |      |   |  |
| Votes valides                                                        |           |                   |       |      |   |  |
| Votes blancs et nuls                                                 |           |                   |       |      |   |  |
| Total                                                                | Total     | Total             |       | 100  |   |  |
| Abstention                                                           |           |                   |       |      |   |  |
| Inscrits/Participation                                               |           |                   |       |      |   |  |

##### Verdun
Dans cet arrondissement, les électeurs votent 5 fois: pour le maire de la ville, pour le maire de l'arrondissement, pour le conseiller de ville et pour deux conseillers d'arrondissement. Des 7 postes, 3 d'entre eux siègent au conseil municipal: le maire de l'arrondissement et les deux conseillers de ville.
| Carte                  | Candidats                | Candidats         | Parti | Voix | % |
| ---------------------- | ------------------------ | ----------------- | ----- | ---- | - |
| Verdun                 |                          |                   |       |      |   |
|                        | Céline-Audrey Beauregard | Projet Montréal   |       |      |   |
|                        | Geneviève Desautels      | Ensemble Montréal |       |      |   |
|                        |                          |                   |       |      |   |
| Votes valides          |                          |                   |       |      |   |
| Votes blancs et nuls   |                          |                   |       |      |   |
| Total                  | Total                    | Total             |       | 100  |   |
| Abstention             |                          |                   |       |      |   |
| Inscrits/Participation |                          |                   |       |      |   |

| Districts                  | Candidats          | Candidats         | Parti | Voix | % |  |
| -------------------------- | ------------------ | ----------------- | ----- | ---- | - |  |
| Champlain–L'Île-des-Soeurs |                    |                   |       |      |   |  |
|                            | Véronique Tremblay | Projet Montréal   |       |      |   |  |
|                            |                    | Ensemble Montréal |       |      |   |  |
|                            |                    |                   |       |      |   |  |
| Votes valides              |                    |                   |       |      |   |  |
| Votes blancs et nuls       |                    |                   |       |      |   |  |
| Total                      | Total              | Total             |       | 100  |   |  |
| Abstention                 |                    |                   |       |      |   |  |
| Inscrits/Participation     |                    |                   |       |      |   |  |
|                            |                    |                   |       |      |   |  |
| Desmarchais-Crawford       |                    |                   |       |      |   |  |
|                            | Sterling Downey    | Projet Montréal   |       |      |   |  |
|                            | Jean-François Guay | Ensemble Montréal |       |      |   |  |
|                            |                    |                   |       |      |   |  |
| Votes valides              |                    |                   |       |      |   |  |
| Votes blancs et nuls       |                    |                   |       |      |   |  |
| Total                      | Total              | Total             |       | 100  |   |  |
| Abstention                 |                    |                   |       |      |   |  |
| Inscrits/Participation     |                    |                   |       |      |   |  |

| Districts                  | P. | Candidats              | Candidats      | Parti           | Voix | %   |  |
| -------------------------- | -- | ---------------------- | -------------- | --------------- | ---- | --- |  |
| Champlain–L'Île-des-Soeurs | #1 |                        |                |                 |      |     |  |
| Champlain–L'Île-des-Soeurs | #1 | Projet Montréal        |                |                 |      |     |  |
| Champlain–L'Île-des-Soeurs | #1 | Ensemble Montréal      |                |                 |      |     |  |
| Champlain–L'Île-des-Soeurs | #1 |                        |                |                 |      |     |  |
| Champlain–L'Île-des-Soeurs | #1 | Votes valides          |                |                 |      |     |  |
| Champlain–L'Île-des-Soeurs | #1 | Votes blancs et nuls   |                |                 |      |     |  |
| Champlain–L'Île-des-Soeurs | #1 | Total                  | Total          | Total           |      | 100 |  |
| Champlain–L'Île-des-Soeurs | #1 | Abstention             |                |                 |      |     |  |
| Champlain–L'Île-des-Soeurs | #1 | Inscrits/Participation |                |                 |      |     |  |
| Champlain–L'Île-des-Soeurs |    |                        |                |                 |      |     |  |
| Champlain–L'Île-des-Soeurs | #2 |                        |                | Projet Montréal |      |     |  |
| Champlain–L'Île-des-Soeurs | #2 | Ensemble Montréal      |                |                 |      |     |  |
| Champlain–L'Île-des-Soeurs | #2 |                        |                |                 |      |     |  |
| Champlain–L'Île-des-Soeurs | #2 | Votes valides          |                |                 |      |     |  |
| Champlain–L'Île-des-Soeurs | #2 | Votes blancs et nuls   |                |                 |      |     |  |
| Champlain–L'Île-des-Soeurs | #2 | Total                  | Total          | Total           |      | 100 |  |
| Champlain–L'Île-des-Soeurs | #2 | Abstention             |                |                 |      |     |  |
| Champlain–L'Île-des-Soeurs | #2 | Inscrits/Participation |                |                 |      |     |  |
|                            |    |                        |                |                 |      |     |  |
| Desmarchais-Crawford       | #1 |                        |                |                 |      |     |  |
| Desmarchais-Crawford       | #1 |                        | Benoit Gratton | Projet Montréal |      |     |  |
| Desmarchais-Crawford       | #1 | Ensemble Montréal      |                |                 |      |     |  |
| Desmarchais-Crawford       | #1 |                        |                |                 |      |     |  |
| Desmarchais-Crawford       | #1 | Votes valides          |                |                 |      |     |  |
| Desmarchais-Crawford       | #1 | Votes blancs et nuls   |                |                 |      |     |  |
| Desmarchais-Crawford       | #1 | Total                  | Total          | Total           |      | 100 |  |
| Desmarchais-Crawford       | #1 | Abstention             |                |                 |      |     |  |
| Desmarchais-Crawford       | #1 | Inscrits/Participation |                |                 |      |     |  |
| Desmarchais-Crawford       |    |                        |                |                 |      |     |  |
| Desmarchais-Crawford       | #2 |                        |                | Projet Montréal |      |     |  |
| Desmarchais-Crawford       | #2 | Ensemble Montréal      |                |                 |      |     |  |
| Desmarchais-Crawford       | #2 |                        |                |                 |      |     |  |
| Desmarchais-Crawford       | #2 | Votes valides          |                |                 |      |     |  |
| Desmarchais-Crawford       | #2 | Votes blancs et nuls   |                |                 |      |     |  |
| Desmarchais-Crawford       | #2 | Total                  | Total          | Total           |      | 100 |  |
| Desmarchais-Crawford       | #2 | Abstention             |                |                 |      |     |  |
| Desmarchais-Crawford       | #2 | Inscrits/Participation |                |                 |      |     |  |

##### Ville-Marie
Dans cet arrondissement, les électeurs votent deux fois, pour le maire de la ville (qui est aussi le maire de l'arrondissement) et leur conseiller de ville. Les 3 conseillers de ville siègent au conseil municipal.
| Ville-Marie | Candidats à la mairie                                                                                             |
| Ville-Marie | Le maire de l'arrondissement Ville-Marie est également maire de Montréal. Voir résultats de la mairie de Montréal |

| Districts     | Candidats              | Candidats         | Parti           | Voix | %   |  |
| ------------- | ---------------------- | ----------------- | --------------- | ---- | --- |  |
| Peter-McGill  |                        | Maryse Bouchard   | Projet Montréal |      |     |  |
| Peter-McGill  |                        | Ensemble Montréal |                 |      |     |  |
| Peter-McGill  |                        |                   |                 |      |     |  |
| Peter-McGill  | Votes valides          |                   |                 |      |     |  |
| Peter-McGill  | Votes blancs et nuls   |                   |                 |      |     |  |
| Peter-McGill  | Total                  | Total             | Total           |      | 100 |  |
| Peter-McGill  | Abstention             |                   |                 |      |     |  |
| Peter-McGill  | Inscrits/Participation |                   |                 |      |     |  |
|               |                        |                   |                 |      |     |  |
| Saint-Jacques |                        | Robert Beaudry    | Projet Montréal |      |     |  |
| Saint-Jacques |                        | Ensemble Montréal |                 |      |     |  |
| Saint-Jacques |                        |                   |                 |      |     |  |
| Saint-Jacques | Votes valides          |                   |                 |      |     |  |
| Saint-Jacques | Votes blancs et nuls   |                   |                 |      |     |  |
| Saint-Jacques | Total                  | Total             | Total           |      | 100 |  |
| Saint-Jacques | Abstention             |                   |                 |      |     |  |
| Saint-Jacques | Inscrits/Participation |                   |                 |      |     |  |
|               |                        |                   |                 |      |     |  |
| Sainte-Marie  |                        | Chris McCray      | Projet Montréal |      |     |  |
| Sainte-Marie  |                        | Ensemble Montréal |                 |      |     |  |
| Sainte-Marie  |                        |                   |                 |      |     |  |
| Sainte-Marie  | Votes valides          |                   |                 |      |     |  |
| Sainte-Marie  | Votes blancs et nuls   |                   |                 |      |     |  |
| Sainte-Marie  | Total                  | Total             | Total           |      | 100 |  |
| Sainte-Marie  | Abstention             |                   |                 |      |     |  |
| Sainte-Marie  | Inscrits/Participation |                   |                 |      |     |  |

##### Villeray–Saint-Michel–Parc-Extension
Dans cet arrondissement, les électeurs doivent voter 3 fois: pour le maire de la ville, pour le maire d'arrondissement et pour leur conseiller de ville. Des 5 postes, l'ensemble d'entre eux siègent au conseil municipal.
| Carte                                | Candidats              | Candidats             | Parti             | Voix | %   |
| ------------------------------------ | ---------------------- | --------------------- | ----------------- | ---- | --- |
| Villeray–Saint-Michel–Parc-Extension |                        | Jean François Lalonde | Projet Montréal   |      |     |
| Villeray–Saint-Michel–Parc-Extension |                        | Sylvain Gariépy       | Ensemble Montréal |      |     |
| Villeray–Saint-Michel–Parc-Extension |                        |                       |                   |      |     |
| Villeray–Saint-Michel–Parc-Extension | Votes valides          |                       |                   |      |     |
| Villeray–Saint-Michel–Parc-Extension | Votes blancs et nuls   |                       |                   |      |     |
| Villeray–Saint-Michel–Parc-Extension | Total                  | Total                 | Total             |      | 100 |
| Villeray–Saint-Michel–Parc-Extension | Abstention             |                       |                   |      |     |
| Villeray–Saint-Michel–Parc-Extension | Inscrits/Participation |                       |                   |      |     |

| Districts         | Candidats              | Candidats            | Parti             | Voix | %   |  |
| ----------------- | ---------------------- | -------------------- | ----------------- | ---- | --- |  |
| François-Perrault |                        | Sylvain Ouellet      | Projet Montréal   |      |     |  |
| François-Perrault |                        | Ensemble Montréal    |                   |      |     |  |
| François-Perrault |                        |                      |                   |      |     |  |
| François-Perrault | Votes valides          |                      |                   |      |     |  |
| François-Perrault | Votes blancs et nuls   |                      |                   |      |     |  |
| François-Perrault | Total                  | Total                | Total             |      | 100 |  |
| François-Perrault | Abstention             |                      |                   |      |     |  |
| François-Perrault | Inscrits/Participation |                      |                   |      |     |  |
|                   |                        |                      |                   |      |     |  |
| Parc-Extension    |                        | Elvira Carhuallanqui | Projet Montréal   |      |     |  |
| Parc-Extension    |                        | Mary Deros           | Ensemble Montréal |      |     |  |
| Parc-Extension    |                        |                      |                   |      |     |  |
| Parc-Extension    | Votes valides          |                      |                   |      |     |  |
| Parc-Extension    | Votes blancs et nuls   |                      |                   |      |     |  |
| Parc-Extension    | Total                  | Total                | Total             |      | 100 |  |
| Parc-Extension    | Abstention             |                      |                   |      |     |  |
| Parc-Extension    | Inscrits/Participation |                      |                   |      |     |  |
|                   |                        |                      |                   |      |     |  |
| Saint-Michel      |                        | Mohamed Maazami      | Projet Montréal   |      |     |  |
| Saint-Michel      |                        | Josué Corvil         | Ensemble Montréal |      |     |  |
| Saint-Michel      |                        |                      |                   |      |     |  |
| Saint-Michel      | Votes valides          |                      |                   |      |     |  |
| Saint-Michel      | Votes blancs et nuls   |                      |                   |      |     |  |
| Saint-Michel      | Total                  | Total                | Total             |      | 100 |  |
| Saint-Michel      | Abstention             |                      |                   |      |     |  |
| Saint-Michel      | Inscrits/Participation |                      |                   |      |     |  |
|                   |                        |                      |                   |      |     |  |
| Villeray          |                        | Martine Musau Muele  | Projet Montréal   |      |     |  |
| Villeray          |                        | Ensemble Montréal    |                   |      |     |  |
| Villeray          |                        |                      |                   |      |     |  |
| Villeray          | Votes valides          |                      |                   |      |     |  |
| Villeray          | Votes blancs et nuls   |                      |                   |      |     |  |
| Villeray          | Total                  | Total                | Total             |      | 100 |  |
| Villeray          | Abstention             |                      |                   |      |     |  |
| Villeray          | Inscrits/Participation |                      |                   |      |     |  |